# Edna e Alice Nash

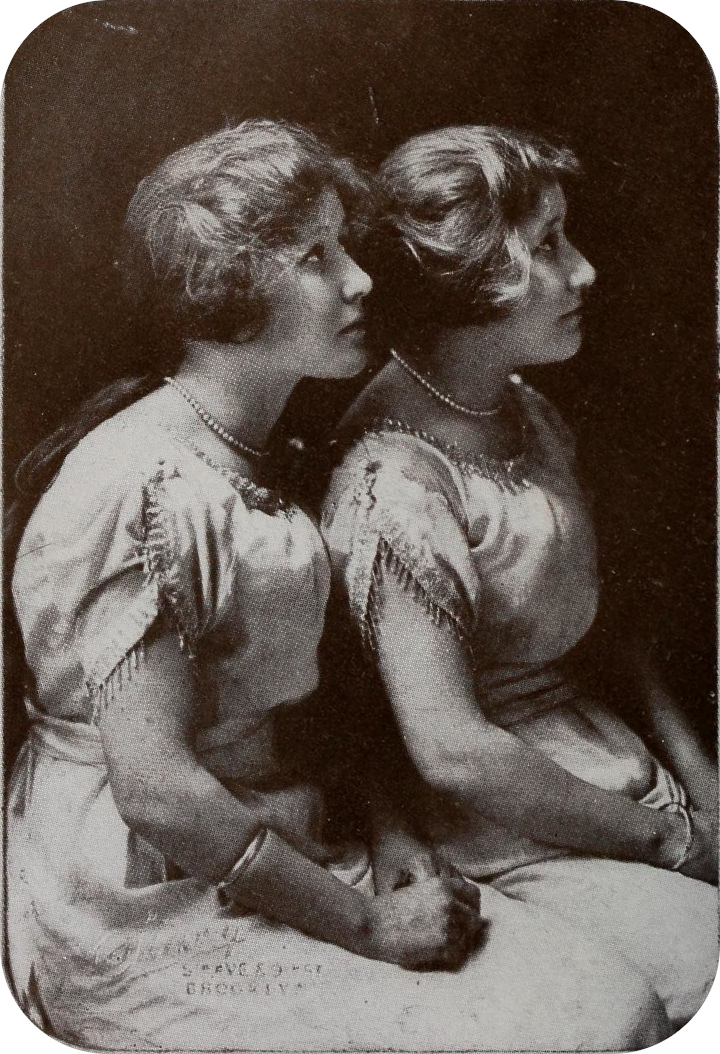
Alice e Edna Nash

Edna Nash, nata Edna Josephine Nash (New York, 12 ottobre 1898 – New York, aprile 1985), e 
Alice Nash (New York, 12 ottobre 1898 – ...) sono state, con Madeline e Marion Fairbanks, le prime celebri coppie di gemelli della storia del cinema, attive soprattutto come attrici bambine dal 1912 al 1914 (tra i 13 e i 16 anni di età).

## Biografia
Nate a Brooklyn nel 1898, Edna e Alice Nash cominciano a recitare insieme esibendosi negli spettacoli di vaudeville. Nel febbraio 1912 esse compaiono brevemente in un cortometraggio della Vitagraph, Bunny and the Twins. Fu però la compagnia rivale Thanhouser a comprendere per prima il potenziale che una coppia di ragazzine gemelle poteva avere sullo schermo, lanciando nell'estate 1912 le gemelle Madeline e Marion Fairbanks come protagoniste in tre cortometraggi. Nei due anni successivi le "Vitagraph Twins" e le "Thanhouser Twins", le due coppie di ragazzine gemelle newyorkesi, si trovarono a competere sullo schermo in una lunga serie di cortometraggi, anche se la fama conseguita dalle sorelle Fairbanks si rivelò irraggiungibile per le sorelle Nash, anche per ragioni anagrafiche, essendo esse di due anni più grandi delle sorelle Fairbanks.
Dopo una pausa di alcuni anni nel periodo dell'adolescenza, Edna e Alice Nash tornarono ad esibirsi in coppia nel film Love Watches (1918) e quindi in tre spettacoli teatrali di Broadway, tra il 1919 e il 1921, senza tuttavia eguagliare il successo ottenuto come attrici bambine.
Edna muore a New York nel 1985 a 86 anni; non si hanno invece ulteriori dati biografici su Alice. 

## Filmografia

### Cortometraggi
- Bunny and the Twins (1912)
- Two of a Kind, regia di Bert Angeles (1913)
- Cutey and the Twins, regia di James Young (1913)
- Seeing Double, regia di Wilfrid North (1913)
- Mixed Identities, regia di William Humphrey (1913)
- Bingles and the Cabaret, regia di Frederick A. Thomson (1913)
- An Error in Kidnapping, regia di Frederick A. Thomson (1913)
- The Troublesome Daughters, regia di Frederick A. Thomson (1913)
- Why Broncho Billy Left Bear Country, regia di Gilbert M. 'Broncho Billy' Anderson (1913)
- Which?, regia di James Lackaye (1913)
- The Athletic Family, regia di Edmond F. Stratton (1914)

### Lungometraggi
- Love Watches, regia di Henry Houry (1918)

## Teatro (Broadway)
- Everything (Hippodrome Theatre; 1918-19)
- Happy Days (Hippodrome Theatre; 1919-20)
- Good Times (Hippodrome Theatre; 1920-21)